# 青浦城墙
青浦城墙，位于上海市青浦区（原青浦县）。青浦城墙始建于明万历二年（1574年），万历五年（1577年）建成；于1958年拆除。

## 城门
青浦城墙共有6座城门。每座城门皆分为旱城门、水城门。
- 镇海门，俗称老东门
- 艮辰门，俗称新东门
- 观宁门，俗称南门
- 永保门，俗称大西门
- 来苏门，俗称小西门
- 拱辰门，俗称北门